# وین متاوین اوپاس ایام کاجورن
وین متاوین اُپاس ایام کاجُرن (به تایلندی: เมธวิน โอภาสเอี่ยมขจร؛ زاده 21 فوریه 1999)، با نام مستعار وین (شناخته شده به تایلندی: วิน)، بازیگری تایلندی-چینی است. او به عنوان بازیگر نقش اول در سریال یائویی تایلندی together: The Series و Still 2gether (هر دو در سال 2020) شروع به کار کرد، که باعث شد به شهرت بین‌المللی برسد.
در سال ۲۰۲۱، او در سریال تایلندی ساخته شده از مانگای محبوب پسران برتر از گل ژاپنی نقش آفرینی می‌کند، جایی که نقش کوین (نیشیکادو سوجیرو)، یکی از اعضای F4 را بازی می‌کند. او همچنین در کنار شریک هنری اش واچیراویت چیواری بازی می‌کند.

## دوران جوانی و تحصیلات
وی تحصیلات متوسطه خود را در دبیرستان پانیارات به پایان رساند و در آنجا فرصتی پیدا کرد تا در دانشکده بین‌المللی در منطقه مدرسه ای بلموند کلمی در آیووا، ایالات متحده تحصیل کند. در طول دوره دانشجویی، او به عضویت گروه کُر باند موسیقی دانشگاه درآمد که گروهش امتیاز برتر (بخش I) را دریافت کرد. وی همچنین پس از فارغ‌التحصیلی امتحان توسعه آموزشی عمومی (GED) را گذراند. در حال حاضر، وی در حال اخذ مدرک لیسانس اقتصاد (بخش بین‌الملل) در دانشگاه ثماسات است.

## فیلم‌شناسی

### تلویزیون
| سال  | عنوان             | نقش  | یادداشت     | Ref.   |
| ---- | ----------------- | ---- | ----------- | ------ |
| 2020 | سریال توگدر       | تاین | نقش اصلی    | [ ۹ ]  |
| 2020 | با هم بازی کنیم   | خودش | میزبان اصلی | [ ۱۰ ] |
| 2020 | برایت-وین ایمباکس | خودش | میزبان اصلی | [ ۱۱ ] |
| 2020 | هنوز هم با هم     | تاین | نقش اصلی    | [ ۱۲ ] |
| 2021 | F4 تایلند         | کوین | نقش اصلی    | [ ۱۳ ] |

سریال خواهر شیطانی             نامچا      نقش اصلی

### حضور در موزیک ویدیو
| سال  | عنوان آهنگ                                                              | هنرمند(ها)                                                                              | نقش  | یادداشت                    | Ref.          |
| ---- | ----------------------------------------------------------------------- | --------------------------------------------------------------------------------------- | ---- | -------------------------- | ------------- |
| 2020 | "ติด กับ" (تیت کاپ)                                                       | Natthawut Jenmana (مکس)                                                                 | تاین | 2gether: تم افتتاحیه سریال | [ ۱۴ ] [ ۱۵ ] |
| 2020 | "คั่น กู" (کان گو)                                                         | Vachirawit Chiva-aree (برایت)                                                           | تاین | 2gether: تم پایانی سریال   | [ ۱۶ ] [ ۱۷ ] |
| 2020 | "ตกลง ฉัน คิด ไป เอง ใช่ ไหม" {{سخ}} (Tok Long Chan Khit Pai Eng Chai Mai) | Vachirawit Chiva-aree (برایت)                                                           | تاین | OST 2 هنوز با هم           | [ ۱۸ ] [ ۱۹ ] |
| 2020 | "از قهرمانان ساکتم متشکرم"                                              | آدا چونهاوجیرا {{سخ}} Vachirawit Chiva-aree (برایت) {{سخ}} متاوین اُپاس ایام کاجُرن (وین) | خودش | المپیک ویژه تایلند         | [ ۲۰ ] [ ۲۱ ] |
| 2020 | "ยัง คู่ กัน" (یانگ خو کان)                                                 | Vachirawit Chiva-aree (برایت) {{سخ}} Metawin Opas-iamkajorn (وین)                       | تاین | OST هنوز هم با هم          | [ ۲۲ ]        |
| 2020 | "คน นั้น ต้อง เป็น เธอ" (Kon Nan Taung Pen Tur)                             | Metawin Opas-iamkajorn (وین)                                                            | تاین | OST هنوز هم با هم          | [ ۲۳ ]        |

## دیسکوگرافی
| سال  | عنوان آهنگ                                                                   | برچسب              | Ref.   |
| ---- | ---------------------------------------------------------------------------- | ------------------ | ------ |
| 2020 | "از قهرمانان ساکتم متشکرم" به همراه Vachirawit Chiva-aree & Ada Chunhavajira | المپیک ویژه تایلند | [ ۲۱ ] |
| 2020 | "ยัง คู่ กัน" (یانگ خو کان) به همراه Vachirawit Chiva-aree                       | سوابق GMMTV        | [ ۲۲ ] |
| 2020 | "คน นั้น ต้อง เป็น เธอ" (Kon Nan Taung Pen Tur)                                  | سوابق GMMTV        | [ ۲۴ ] |

## جوایز و نامزدها
| جایزه                           | سال  | دسته‌بندی             | برنده(ها) و نامزد(ها) | نتیجه | Ref.   |
| ------------------------------- | ---- | -------------------- | --- | ----- | ------ |
| جوایز Kazz                      | ۲۰۲۰ | مورد علاقه مجله Kazz | متاوین اوپاس-ایام کاجُرن به همراه Vachirawit Chiva-aree                                                                       | برنده | [ ۲۵ ] |
| جوایز LINE Choice People تایلند | ۲۰۲۰ | بهترین زوج           | style="background: #9EFF9E; color: #000; vertical-align: middle; text-align: center; " class="yes table-yes2 notheme"\|برنده |       | [ ۲۶ ] |
| جوایز مایا                      | ۲۰۲۰ | بهترین زوج           | style="background: #FFD; vertical-align: middle; text-align: center; " class="partial table-partial"\|در انتظار              |       | [ ۲۷ ] |